# 波茨坦应用科学大学
波茨坦应用科学大学（德語：Fachhochschule Potsdam），是一所位于勃兰登堡州州府波茨坦的应用科学大学，是于1991年在两德统一时成立的新兴大学。于1991/1992年冬季学期正式招收了第一批社会学的学生。波茨坦应用技术大学是这一时期勃兰登堡州新建的五所新兴的应用科学大学之一。其历史当然没有柏林洪堡大学等其它德国大学悠久，但是德国的此类应用科学大学打破了德国大学学制长；对学生照顾不佳的局面，多注重学生实践技能的发展。成为目前学生青睐的对象。

## 现有专业
- 社会学
- 建筑学
- 建筑师学
- 设计学
- 信息学

- 文化管理学

## 学校规模
- 在校老师100余名
- 学生约3000人